# ウェッジウッド
ウェッジウッド（Josiah Wedgwood and Sons）はイギリスの陶磁器メーカー。ジョサイア・ウェッジウッドによって1759年に設立された。
ロイヤルドルトン社と並ぶ世界最大級の陶磁器メーカーの一つである。主に高級食器を製造・販売しているが、アクセサリやタオル、テーブルクロスなども取り扱っている。
日本には子会社としてフィスカース ジャパン株式会社がある。

## 歴史

### 創業期
イングランドの陶業は17世紀までロンドンやブリストルで生産されるデルフト陶器が主であったが、18世紀に入ると上質陶器やストーンウェアがこれを代替していった。これらの製造には良質の粘土が必要であり、イングランド中部のスタフォードシャー州は良質の粘土や石炭を産出する事などから陶業が急激に発展した。
ジョサイア・ウェッジウッドはこの地方の陶工の息子として1730年に生まれ、若いうちから製陶技術や化学、図版などの知識を評価されていた。そして数回の共同経営を経た後、1759年にバーズレム（Burslem）にある工場を叔父から引継ぎ、独立・開業した。この際に従兄弟のトーマスを管理者として雇用している。
このアビー・ハウス工場（Ivy House Works）で開発した緑色の釉薬を用いた陶器は好評を博し、3年後の1762年には同じくバーズレムにあるブリック・ハウス工場（Brick House Works）に移転した。ここでジョサイアは、会社の代表作となる、エナメルを用いたクリーム色の陶器を完成させた。これはシャーロット王妃（ジョージ3世の妻）にも納められ、「クイーンズウェア（女王の陶器、Queen's Ware）」という名称の使用が1765年に許可された。
1769年にはリバプールの商人であったトーマス・ベントレー（Thomas Bentley）を共同経営者として迎え入れると、トーマスの人脈などもあって会社は発展を続けた。クイーンズウェアはヨーロッパのみならずアメリカ大陸にも出荷され、1774年にはロシアのエカチェリーナ2世から944点の「フロッグ・サービス」と呼ばれる陶磁器セットの注文を受けている。

### エトルリア工場への移転
このような中でジョサイアは再び工場を移転することにし、ニューカッスル・アンダー・ライム（Newcastle-under-Lyme）とハンレー（Hanley）の中間の地を選んだ。この土地はイタリア南部の地にちなんでエトルリアと命名され、工場名もエトルリア工場となった。1769年の操業開始後もしばらくはブリック・ハウス工場で低価格の実用品の生産が続けていたが、しばらくすると全製品が移管されてブリック・ハウスは閉鎖された。
この頃、在庫の増加が資金繰りを圧迫して経営を危険にさらすことをジョサイアは初めて理解し、当時としては先進的な原価計算を取り入れるようになった。これによって高級品の生産に対していたずらにコストが増加してしまうことを防いだ、と考えられている。
エトルリア工場では、まずブラック・バサルト（Black Basalt）が開発された。これは、当時スタフォードシャー州で作られていた黒色陶器を改良したもので、今日まで会社の主力製品の一つとなっている。さらに1774年にはジャスパーウェアが開発され、1790年にジャスパーによるポートランドの壺が作製された。この壺は1878年にウェッジウッド社の商標に組み込まれ、コーポレートアイデンティティの重要な要素となっている。
ジョサイア（一世）の死後、その息子であるジョサイア二世が経営を引き継いだ。二世はボーンチャイナの製造を試みたが生産はすぐに中止され、1878年にボーンチャイナ生産は再開された。以降、三世から五世まで経営は世襲され、1895年にジョサイア・ウェッジウッド・アンド・サンズ（Josiah Wedgwood & Sons）として会社が法人化された。

### 20世紀以降のウェッジウッド社
エトルリア工場が開設されて150年以上が経つと、設備や敷地面積は限界に近づいていた。このため、6マイル離れたストーク＝オン＝トレントのバーラストンへの工場移転が1936年に決議され、1940年から操業が始まった。この新工場によって、1950年代の生産は建設前の20倍以上に拡大した。
1960年代に入ると、創業300年以上のウィリアム・アダムス社をはじめ多くの同業者を買収して会社の規模は２倍になった。このような拡大の中、1967年にジョサイア五世が引退するとアーサー・ブライアンが社長に就任し、初の一族外の経営者となった。1970年代には引き続き陶磁器メーカーを買収するとともにキングス・リン・グラス社など陶磁器以外のガラスメーカーなども買収し、業務内容を広げた。
1986年、コングロマリットであるロンドン・インターナショナル・グループ（現・SSLインターナショナル）がウェッジウッド社に対する敵対的買収を試みた。これに対抗するためにブライアン会長は、アイルランドのクリスタルガラスメーカーであるウォーターフォード・クリスタル社をホワイトナイトとし、同社との合併を選択した。これにより、ウォーターフォード・ウェッジウッド社が誕生し、ウェッジウッドはその傘下に入った。
ウォーターフォード社は同じ食器メーカーであり合併のシナジー効果が強く期待されたが、ウォーターフォード社のリストラによる経営の停滞などからすぐに十分な効果は生まれなかった。しかしウェッジウッド社は1995年に低価格の硬質陶器を発売するなどの戦略を取り、陶磁器メーカーとして世界のトップシェアを争う存在であり続けている。
2009年1月5日、アイルランドの本社はグループの中核である英国とアイルランドの子会社について法定管財人による管理を裁判所に申請し、事実上経営破綻した。
2009年3月26日、ニューヨークを本拠地とするKPS キャピタルパートナーズ社によって設立された新会社WWRDグループホールディングスが、ウォーターフォード　ウェッジウッドplc（ウォーターフォード・ウェッジウッド グループの全ての子会社を含む）の特定の資産を買収したことを発表した。
2015年7月、フィンランド企業、フィスカースに買収され、ロイヤルドルトン、ロイヤルアルバートと共にWWRDグループホールディングスの一員となった。

## 沿革
- 1759年ジョサイア・ウェッジウッドによりスタフォードシャー州・バーズレムで創業。
- 1762年ブリック・ハウス工場に移転。
- 1765年「クイーンズウェア」の名称使用を許可される。
- 1769年エトルリア工場の操業開始。
- 1878年「ポートランドの壺」をウェッジウッド社の商標に入れる。
- 1895年ジョサイア・ウェッジウッド・アンド・サンズとして会社を法人化。
- 1940年バーラストンへ工場を移転。
- 1967年ウェッジウッド家以外の社長が初めて誕生。
- 1986年ウォーターフォード・クリスタル社と合併。これにより「ウォーターフォード・ウェッジウッド」となる。
- 2009年経営破綻。同年3月、KPS キャピタルパートナーズ社が親会社となり再建を目指す。
- 2015年フィンランド企業フィスカースの子会社、WWRDグループホールディングスの一員となる。

## 高級陶磁器メーカーとしての戦略

### 価格戦略
ウェッジウッド社の発展はイギリスの産業革命と時期が重なるため、新技術を導入して製造・運搬のコストを低減し、安価な商品を大量生産した事が要因だという見方もある。しかし、近年の研究ではむしろ同業他社よりも高い価格で販売を行なっていた事が明らかにされ、そのためのデザインやイメージによる差別化に成功したことが特徴だとされる。
創業者のウェッジウッドが陶磁器の製作に優れていたことはその大きな要因だが、高級品のデザインのための参考資料にも比較的大きな予算が当てられるなど、組織的にデザインの品質向上が意図されていた。これによって特に製造コストの高い装飾品部門において高い利益率を確保し、例として1798年の決算では装飾品部門が全体の支出に占める割合は24％だが、利潤に占める割合は43%に達していた。
なお、会社が低価格戦略を全く試みなかったわけではなく、在庫が増加した1771年の不況期には中流階級の需要開拓を狙って価格を引き下げている。しかしその効果はあまり見られず、社長だったジョサイアは「上流階級は多少の価格差に関心がなく、中流階級の購入を促すには不十分だった」と結論付けている。

### 命名とイメージ
ジョサイア（一世）は、工場の地名をエトルリアとしただけでなく、オリジナルと異なる技法・材料で作られた作品に「ポートランドの壺」という同一名称を付けるなど、意識的に古代ギリシャ・ローマのイメージを利用した。また、技法の特許に際して「蝋画法」という命名をしているが、これは同名の古代の技法とは別物である。

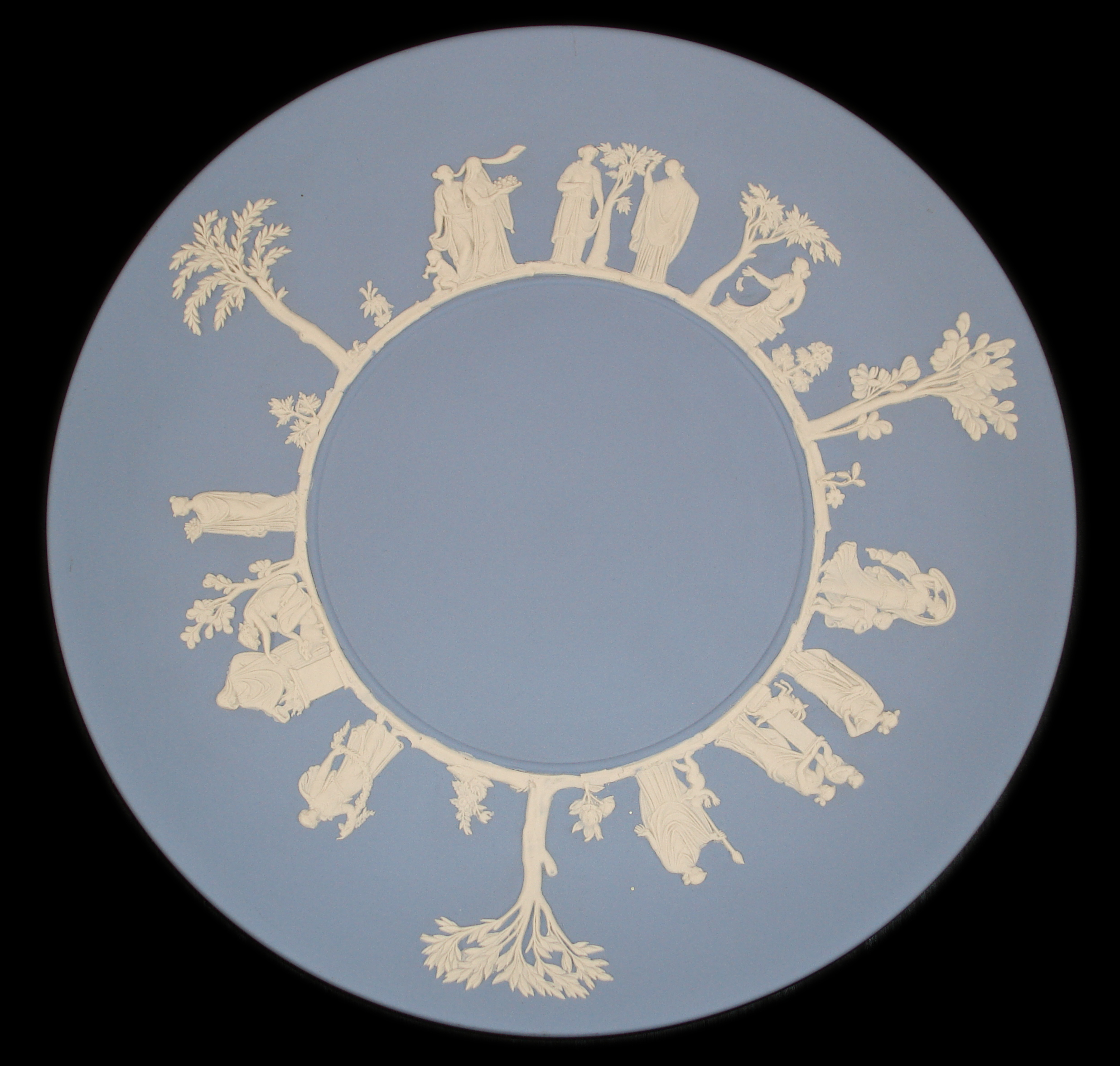
ウェッジウッド・ブルーのジャスパーウェア炻器sprigged レリーフ

この他、製品名についてもジャスパー（碧玉）、バサルト（玄武岩）など高級感のある名称を好んだ。ウェッジウッドの名声は王室や貴族の庇護によるところが大きいが、このような命名方針はそれをさらに強める役割を果たしたと考えられている。